# Cantone di Pélussin
Il Cantone di Pélussin era una divisione amministrativa dell'arrondissement di Saint-Étienne.
È stato soppresso a seguito della riforma complessiva dei cantoni del 2014, che è entrata in vigore con le elezioni dipartimentali del 2015.
Comprendeva i comuni di:
- Bessey
- La Chapelle-Villars
- Chavanay
- Chuyer
- Lupé
- Maclas
- Malleval
- Pélussin
- Roisey
- Saint-Appolinard
- Saint-Michel-sur-Rhône
- Saint-Pierre-de-Bœuf
- Véranne
- Vérin